# Michael Moses
Michael Akpos Moses, né le 28 février 2000, est un rameur nigérian. 

## Carrière
Aux Jeux africains de 2019 à Rabat, Michael Moses termine cinquième de la finale de skiff poids légers.
Il est médaillé d'argent en deux de couple mixte avec Esther Toko et médaillé de bronze en skiff aux  Jeux africains de plage de 2019 à Sal.